# Sceau de la Californie
Le Sceau de la Californie est le sceau officiel de l'État de la Californie (États-Unis). 
Il a été adopté au cours de la California Constitutional Convention de 1849 et modifié en 1937. Le sceau représente Minerve, la déesse romaine de la sagesse, un ours brun (l'animal officiel de l'État) se nourrissant de grappes de raisin représentant la production de vin de l'État. La gerbe de grain représente l'agriculture, l'un des domaines économiques les plus importants de la Californie. Le mineur représente la ruée vers l'or californienne et l'industrie minière, les bateaux représentent quant à eux le pouvoir économique de l'État. On peut identifier l'arrière-plan à la baie de San Francisco ou au fleuve Sacramento, la représentation n'étant pas vraiment basée sur un lieu exact (les montagnes représentent la Sierra Nevada). La phrase Eureka signifiant « J'ai trouvé ! » est la devise de la Californie.
En 1862, la Législature de l'État de Californie a créé la California State Normal School (maintenant l'Université d'État de San José) et a accordé son Grand sceau à l'école. Bien que la version du sceau de l'Université, toujours dans son Hall ainsi que plusieurs autres bâtiments sur le campus d'État de San Jose, son sceau comme le sceau officiel de l'école soit peu claire. Ces dernières années l'école a aussi utilisé un sceau différent dépeignant son Hall.

## Description originale de 1849
« Autour du biseau de l'anneau sont représentées 31 étoiles, 31 étant le nombre d'États dont l'Union se composera à la suite de l'admission de la Californie. Le personnage de premier plan représente la déesse Athéna (romaine : Minerve) ayant adulte jailli du cerveau du Zeus (romain : Jupiter). Ceci est présenté comme type de la naissance politique de l'État de la Californie sans être passé par l'épreuve d'un territoire. À ses pieds se tapit un ours gris s'alimentant sur des faisceaux d'une vigne emblématique des caractéristiques particulières du pays. Un mineur a dedans engagé dans un culbuteur et une cuvette à son latéral, illustrant la richesse d'or de Sacramento sur lequel les eaux sont vus que l'expédition typique de la grandeur commerciale et les crêtes enneigées de la sierra Nevada composent le fond tandis qu'au-dessus la devise grecque "Eureka" (J'ai trouvé) s'applique dans l'admission de l'État ou le succès du mineur au travail. »